# Marco Valério Máximo Messala
Marco Valério Máximo Messala (em latim: Marcus Valerius Maximus Messala) foi um político da gente Valéria da República Romana eleito cônsul em 226 a.C. com Lúcio Apústio Fulão. Muito provavelmente era filho de Mânio Valério Máximo Messala, cônsul em 263 a.C. e herói da Primeira Guerra Púnica.

## Consulado (226 a.C.)
Foi eleito cônsul com Lúcio Apústio Fulão em 226 a.C.. Messala é lembrado por ter organizado um alistamento geral por toda a Itália para preparar o exército para enfrentar uma possível invasão das populações gaulesas vindas da Gália Cisalpina, reforçadas por aliados da Gália Transalpina.